# Camponotus emeryodicatus
Camponotus emeryodicatus é uma espécie de inseto do gênero Camponotus, pertencente à família Formicidae.